# Данву-ла-Ферьер
Данву́-ла-Ферье́р (фр. Danvou-la-Ferrière) — коммуна во Франции, находится в регионе Нижняя Нормандия. Департамент коммуны — Кальвадос. Входит в состав кантона Оне-сюр-Одон. Округ коммуны — Вир.
Код INSEE коммуны — 14219.

## Население
Население коммуны на 2010 год составляло 165 человек.
| 1962 | 1968 | 1975 | 1982 | 1990 | 1999 | 2010 |
| ---- | ---- | ---- | ---- | ---- | ---- | ---- |
| 193  | 186  | 179  | 177  | 155  | 166  | 165  |

## Экономика
В 2010 году среди 108 человек трудоспособного возраста (15—64 лет) 77 были экономически активными, 31 — неактивными (показатель активности — 71,3 %, в 1999 году было 70,1 %). Из 77 активных жителей работали 71 человек (37 мужчин и 34 женщины), безработных было 6 (1 мужчина и 5 женщин). Среди 31 неактивных 8 человек были учениками или студентами, 14 — пенсионерами, 9 были неактивными по другим причинам.